# Boross Mária
Boross Mária (Debrecen, 1949. december 31. –) magyar színésznő, ügyvezető igazgató.

## Életpályája
Szülei színészek voltak, édesapja: Boross János, édesanyja: Eötvös Erzsébet. 
Színészi pályáját a kecskeméti Katona József Színházban kezdte 1968-ban. 1969-től a Szegedi Nemzeti Színház, 1970-től az Állami Déryné Színház tagja volt. 1972-től a szolnoki Szigligeti Színházhoz szerződött. 1974-től két évadot a Békés Megyei Jókai Színházban töltött. 1976-tól ismét Szegeden játszott. 1978-tól tíz évig a debreceni Csokonai Színház színésznője volt. 
1989-től szabadfoglalkozású színművésznő. 2005-től a Hungaro Filmcasting ügyvezető igazgatója.

## Fontosabb színházi szerepei
- Euripidész: Trójai nők... III. Rabnő
- George Bernard Shaw: Szent Johanna... Dunois apródja
- Iszaak Oszipovics Dunajevszkij: Szabad szél... Monna
- Fényes Szabolcs: Maya... Madelaine
- Szirmai Albert – Bakonyi Károly: Mágnás Miska... Marcsa
- Lehár Ferenc: Luxemburg grófja... Juliette
- Nóti Károly: Nyitott ablak... Erzsi
- Csiky Gergely: Kaviár... Mariska
- Illés Endre: Törtetők... Sári
- Gyárfás Miklós: Dinasztia... Éva
- Méhes György: Mi, férfiak... Ági
- Pierre Barillet – Jean-Pierre Grédy – Nádas Gábor – Szenes Iván: A kaktusz virága... Antónia
- Hervé: Nebáncsvirág... Marianne, Denise barátnője; Corinna, színésznő
- Ödön von Horváth: Kazimír és Karolin... Maria
- Csurka István: Házmestersirató... Visegrádi Irén
- Carlo Collodi – Litvai Nelli: Pinokkió... Első nyest, Második nyúl
- Lev Nyikolajevics Tolsztoj: Élő holttest... szereplő
- Dávid Rózsa: Albérlő a fürdőkádban... Lantos Márta, kávéfőzőnő
- Vaszilij Vasziljevics Skvarkin: Idegen gyermek... Rája
- Tadeusz Różewicz: Kartoték... Újságírónő
- Görgey Gábor: Lilla és a kísértetek... Rozi, Lilla szobalánya
- Görgey Gábor – Lengyel Menyhért: Sancho Pansa királysága... Donna Izabella, udvarhölgy
- Padisák Mihály: Engedetlen szeretők... Engedelmes Borbála, Fújtatóék lánya
- Örsi Ferenc: Napkirály... Aróma, a dizőz
- Jókai Mór – Ambrózy Ágoston – Nemes Zoltán: Telihold... Veronka, Tóbiássyék lánya

## Filmek, tv
- A Pál utca fiúk (2005)
- A két Bolyai (2006)
- Budakeszi srácok (2006)
- Az emigráns (2007)
- Minden másképp van – Márairól (2007)
- Overnight (2007)
- A hortobágy legendája (2008)
- Köntörfalak (2010)
- Bibliothèque Pascal (2010)
- Bunkerember (2010)
- Die Samenhändlerin (2011)
- Viktória: A zürichi expressz (2014)
- Maximilian (sorozat) (1. rész, 2017)
- Genezis (2018)